# 保良局李城璧中學
保良局李城璧中學（英語：Po Leung Kuk Lee Shing Pik College）位於香港新界荃灣西柴灣角荃景圍安賢街12-20號，是一所由保良局創辦並獲政府津貼的男女文法中學。學校成立於1982年，坐落於環境優美的校園內，目前開設有中一至中六級，共24班。
學校秉承傳統價值觀，並與時俱進，以人為本，關心感恩，善用資源，注重本益。學校的辦學宗旨是培養學生成為有愛心、有敬意、勤奮誠懇的人，並提供優質的教育。學校的校訓是“愛、敬、勤、誠”，且並不屬於任何特定宗教。
本校佔地約7760平方米，設有多項設施，包括電腦室、多媒體廣播中心、語言室、多用途教學室、STEAM實驗室、圖書館、禮堂、標準籃球場和排球場等。學校注重環保，推廣環保文化，並實施節能政策，減少能源耗用和碳排放。
學校提供多元化的科目選擇，以中文和英文作為教學語言。學校的科目涵蓋中國語文、英國語文、數學、普通話、公民、經濟與社會、公民與社會發展、生活與社會、中國歷史、歷史、地理、生物、物理、化學、經濟、企業會計與財務概論、視覺藝術、旅遊與款待、中國文學、日文、音樂、設計與科技、體育、科技與生活、電腦、資訊及通訊科技及表達藝術等。學校強調全人教育，並鼓勵學生參與課外活動、跨學科協作、體驗學習和生活技能學習。
學校校風純樸，重視品德培養，注重學生的禮儀和道德修養。本校注重學生的全面發展，提供多種學習機會和發展項目。“德、智、體、群、美”五育並重的辦學方針，鼓勵學生在五育均衡發展的同時發掘和培養自己的潛能和特長。近年，學校積極融合不同的教育領域，推動跨學科協作、體驗學習、生活技能學習、新媒體教學與學習、體藝教育以及通過服務學習等方式培養學生的全面能力和正向價值觀。聯課活動委員會轄下有7個組織，包括學生會、學生評議會、四社、體藝校隊、超過三十個學術學會、興趣學會及制服團隊。
本校學生學術成績優異，2024年香港中學文憑考試科目平均合格率為98%。所有科目之合格率均高於香港平均。運動、音樂、舞蹈和營商活動等領域都取得了優異的成績和表現，西方民族舞更為香港多年學界舞蹈比賽冠軍。學校鼓勵學生參加不同類型的活動和比賽，如創科比賽、營商活動、校隊運動、音樂比賽和舞蹈比賽，培養他們的專長和才能。此外，學校每年舉辦各種交流團和境外學習活動，讓學生拓寬視野、認識不同地區的文化，為他們未來的發展做好準備。
學校強調教師的專業培訓和發展，定期舉辦各種研討會、交流和分享會，促進教師的專業成長。學校支持教師參與不同學習領域的專業課程，提高他們對特殊教育需要學生的認知和教學技巧。

## 歷任校長
- 1982－1992年：周蘇婉儀
- 1992－2007年：陳徐守淇
- 2007－2017年：歐陽汝城
- 2017年-現任：馮雅詩

## 家長教師會
1997年，成立「家長教師會」，並設立「家長教師資源中心」。家教會透過刊物《璧報》、家教會網頁等途徑向家長報告會務。尤其著重與中一家長的聯繫，務使新同學能盡快適應中學生活。

## 舊生會
「舊生會」於2003年成立，每年均舉辦師生聚餐、老師榮休歡送會、文娛康樂等活動，舊生會成員亦參與學校籌辦的「師友計劃」並與同學作升學及就業、生涯規劃的分享。

## 學生會
2024-2025年度學生會為steorra
主席為歐陽嘉逸。

## 著名/傑出校友
- 梁冠芬（1988年）：基督教香港信義會信義中學校長[4]
- 吳端偉（1990年）：香港大學數學系主任[5]
- 李功樂：香港電影導演
- 呂恒森：保良局百周年李兆忠紀念中學校長
- 陳又誠（1996年中七)：中國福建省香港商會會長
- 趙恩來（2005年中七）：荃灣區議會前民選區議員（荃威選區）
- 龔嘉欣（2006年中五）：香港女演員、主持及模特兒、《萬千星輝頒獎典禮2024》最佳女主角
- 林琳：立法會議員（選舉委員會）、荃灣區議會前民選區議員（荃灣西選區）
- 簡家良（2010年中三）：「荃灣享和街弒母殺妹案」涉案者，此案件於2024年被改編成香港電影《爸爸 》
- 渾水：上市公司執行董事、專業投資者、經濟金融專欄作家
- 黃俊朗（2013年）：動畫創作人；2017年第54屆金馬獎「最佳動畫短片」得主[6]
- 孔德賢（2015年）：香港男主持和模特兒[7]	、無視電視「飛躍進步男藝員」最後五強
- 伍詠詩（2016年）：香港女演員

## 資料來源
1. ↑  . 保良局李城璧中學. 2023-04-01  [2024-09-20]. （原始内容存档于2024-09-20） （中文（香港））.
2. ↑  . 保良局李城璧中學. 2023-03-03  [2025-02-14]. （原始内容存档于2024-05-14） （中文（香港））.
3. ↑  . 保良局李城璧中學. 2022-07-15  [2025-02-14]. （原始内容存档于2024-05-14） （中文（香港））.
4. ↑  . 保良局李城璧中學. 2017-05-30  [2020-10-18]. （原始内容存档于2020-11-06）.
5. ↑  . 保良局李城璧中學. 2018-12-04  [2020-10-18]. 原始内容存档于2022-03-12.
6. ↑  . 保良局李城璧中學. 2017-10-02  [2020-10-18].
7. ↑   (PDF).   [2018-05-10]. （原始内容 (PDF)存档于2018-03-03）.

## 外部連結
- 官方网站